# Bernes
Bernes ist eine französische Gemeinde mit 354 Einwohnern (Stand 1. Januar 2022) im Département Somme in der Region Hauts-de-France. Sie gehört zum Arrondissement Péronne und zum Kanton Péronne.

## Geografie
Bernes liegt rund 15 Kilometer nordwestlich von Saint-Quentin an der Grenze zum benachbarten Département Aisne.
Nachbargemeinden sind Hervilly im Nordosten, Vendelles im Osten (Département Aisne), Vermand im Südosten (Département Aisne), Pœuilly im Süden, Hancourt im Westen und Roisel im Nordwesten und Norden.

## Bevölkerungsentwicklung

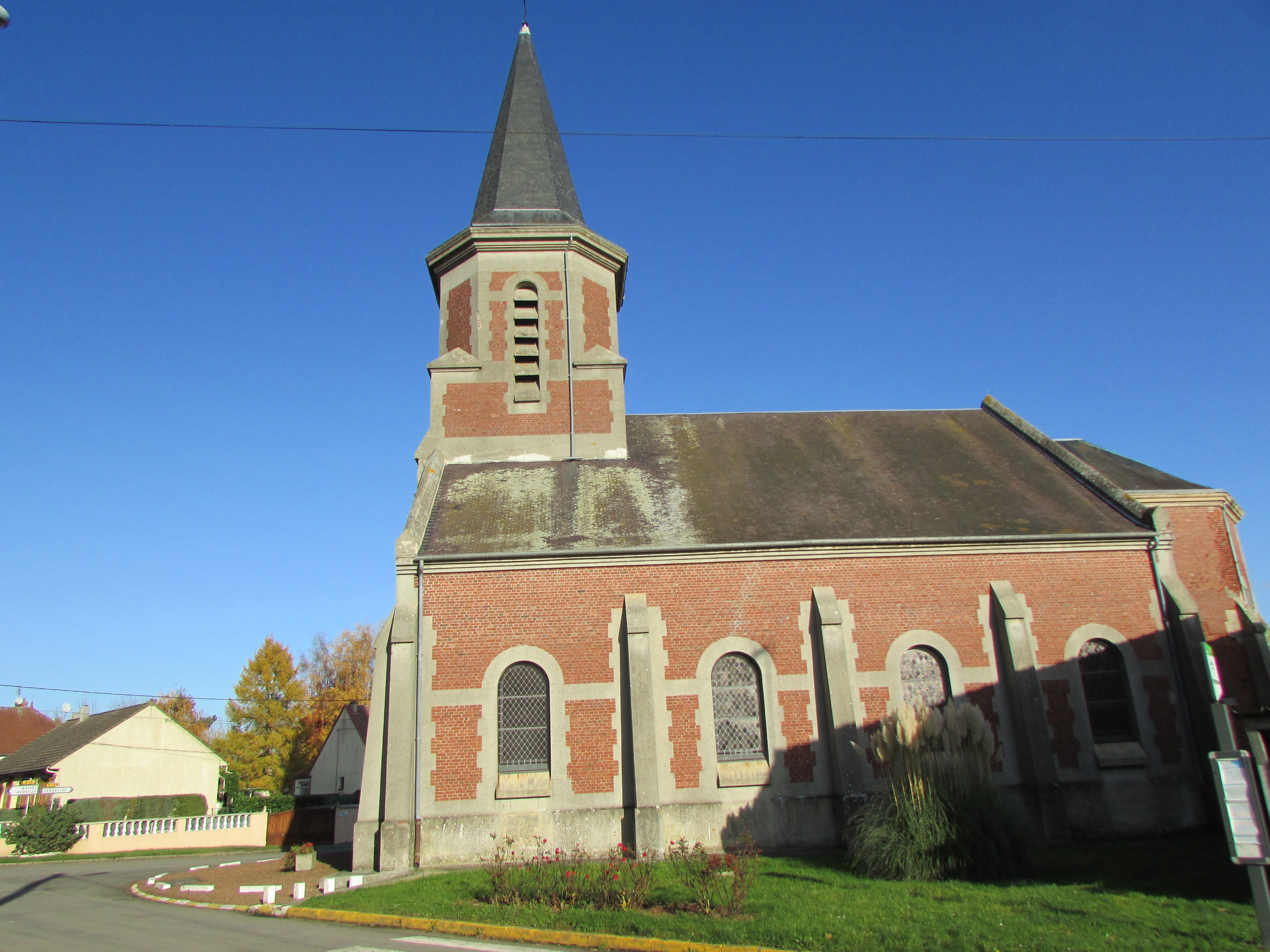
Kirche Saint-Martin

| Jahr      | 1962 | 1968 | 1975 | 1982 | 1990 | 1999 | 2008 | 2019 |
| Einwohner | 315  | 321  | 277  | 306  | 349  | 331  | 294  | 353  |